# Janina Katz
Janina Katz (ur. 2 marca 1939 w Krakowie, zm. 18 października 2013 w Kopenhadze) – polska i duńska pisarka żydowskiego pochodzenia, pisząca głównie po duńsku, tłumaczka polskiej literatury na język duński.

## Życiorys
Urodziła się w Krakowie w rodzinie żydowskiej. Podczas II wojny światowej była ukrywana przez polską rodzinę: Marię i Stefana Kapłańskich w Dobczycach. Studiowała polonistykę i socjologię na Uniwersytecie Jagiellońskim. Następnie pracowała przez kilka lat jako asystent na wydziale Socjologii i Filologii Polskiej. W latach 60. publikowała w Miesięczniku Literackim, Twórczości, Współczesności i Życiu Literackim. W 1969 po antysemickiej nagonce, będącej następstwem wydarzeń marcowych wyemigrowała do Danii i osiadła w Kopenhadze, gdzie mieszkała do śmierci. Na emigracji współpracowała z kilkoma gazetami wydawanymi w języku polskim, m.in. paryską Kulturą, Pulsem, Znakiem i Odrą.

## Twórczość
Janina Katz wydała w Danii dwanaście tomików wierszy, pięć powieści, dwa tomy opowiadań oraz książkę dla dzieci. W Polsce ukazały się jak dotąd trzy powieści i wybór wierszy z jedenastu tomików (Powrót do jabłek), a także opowiadania (w periodykach); wszystko w przekładzie Bogusławy Sochańskiej:
- 2008: Pucka[2]
- 2008: Pisane po polsku[3]
- 2006: Moje życie barbarzyńcy[4] (Mit liv som barbar), wyd. Czarna Owca, Warszawa 2006, ISBN 978-83-60207-56-7
- 2010: Opowieści dla Abrama[5]
- 2011: Powrót do jabłek[6]

Janina Katz przetłumaczyła na język duński m.in. cztery tomiki wierszy oraz prozę Martwa natura z wędzidłem Zbigniewa Herberta, cztery tomiki wierszy Ewy Lipskiej, dwa tomy wierszy Wisławy Szymborskiej, po jednym tomie Czesława Miłosza i Tadeusza Różewicza, dramaty Sławomira Mrożka oraz prozę Tadeusza Konwickiego i Kazimierza Brandysa.

## Nagrody
W 1996 otrzymała Beatrice Prisen, doroczną nagrodę Duńskiej Akademii Literatury za całokształt twórczości. Jest także laureatką nagrody Duńskiego Związku Pisarzy za wkład w porozumienie między narodami oraz innych literackich nagród przyznawanych w Danii i za granicą. W 2002 przyznano jej dożywotnie stypendium twórcze państwowej Fundacji Sztuki.
Za działalność translatorską otrzymała nagrodę paryskiej Kultury, a w 1997 odznakę honorową Zasłużony dla Kultury Polskiej przyznawaną przez Ministra Kultury i Dziedzictwa Narodowego za szczególne osiągnięcia w upowszechnianiu kultury polskiej za granicą.
W 2009 r. otrzymała nagrodę literacką miesięcznika „Odra”" za powieść Pucka i tomik wierszy Pisane po polsku. 1 grudnia 2011 Janina Katz została nominowana do Nagrody Literackiej Rady Nordyckiej 2012 za tomik wierszy Skrevet på polsk (2011), na który składają się duńskie wersje utworów publikowanych pierwotnie w miesięczniku „Odra”.